# كليفتون ر بريكنريدج
كليفتون ر بريكنريدج (بالإنجليزية: Clifton R. Breckinridge)‏ (ولد في 1846 في ليكسينغتون (كنتاكي) – توفي 1932) هو سياسي، ودبلوماسي، ومصرفي من أمريكي.
وهو عضو في الحزب الديمقراطي الأمريكي .